# Ploscoș
Ploscoș là một xã thuộc hạt Cluj, România. Dân số thời điểm năm 2002 là 798 người.